# Lech Emfazy Stefański
Lech Emfazy Stefański (2. července 1928, Varšava – 21. prosince 2010, Stare Zaľubice) byl polský spisovatel, novinář, překladatel, autor a spoluautor knih o parapsychologii a paranormálních jevech, herec a režisér. 

## Život
Během druhé světové války vystudoval chemické učiliště. Jako člen Zemské armády se zúčastnil Varšavského povstání, kde získal konspirační přezdívku Emfazy (Důraz), který se později stal nedílnou součástí jeho jména.
Po skončení války se věnoval divadlu a roku 1955 se stal spoluzakladatelem experimentálního divadla Mirona Białoszewskiho Teatr na Tarczyńskiej, působil v týdeníku Po prostu, psal knihy, články a scénáře. Roku 1967 vystudoval režii na Státní vysoké škole divadelní ve Varšavě a pracoval jako režisér i jako herec. Hrál mimo jiné v polském filmu Barwy ochronne (1977, Ochranné zbarvení) režiséra Krzysztofa Zanussiho nebo Głosy (1982) režiséra Janusza Kijowskiho.
Zabýval se rovněž studiem parapsychologie a paranormálních jevů a byl aktivistou Polské psychotronické společnosti. Kromě toho překládal do polštiny poezii i prózu. Roku 1995 se zasloužil o registraci Nativní polské církve (církev založená založené na předkřesťanské víře starých Slovanů), jejímž byl hlavním obětníkem.

## Literární dílo
- Niebieski pies (Modrý pes)
- Biały pył (1956, Bílý prášek), příběh pro děti odehrávající se na pionýrském táboře, kde pionýři pomohou dopadnout pachatele záhadné krádeže mouky ve mlýně poblíž tábora.
- Alchemicy (1962, Alchymie).
- Od magii do psychotroniki czyli Ars magica (1980, Od magie po psychotroniku), společně s Michalem Komarem.
- Adept wysokiej magii (1990).
- Lewitujący z Oćmawy (1992).
- Wyrocznia Słowiańska (1993).
- Psychotronika (1993), spoluautor.
- Magia run (2001, Magie run).

## Filmové adaptace
- Biały pył (1958, Bílý prášek), první polský televizní seriál.[3]

## Česká vydání
- Bílý prášek, SNDK, Praha 1961, přeložila Olga Neveršilová.